# Obsidian Cliff
L'Obsidian Cliff est un rempart montagneux américain situé dans le comté de Park, dans le Wyoming. Protégé au sein du parc national de Yellowstone, ce site archéologique est inscrit au Registre national des lieux historiques et classé National Historic Landmark depuis le 19 juin 1996. Il est nommé par Philetus Norris en 1878. L'Obsidian Cliff Kiosk, un kiosque d'information lui-même inscrit à ce registre depuis le 9 juillet 1982, le présente aux visiteurs.
La roche d'Obsidian Cliff est extraite du site depuis 11 500 ans. Très appréciée pour son caractère tranchant, la roche était utilisée par les Amérindiens dans tout l'Ouest des États-Unis et du Canada pour fabriquer des couteaux, des pointes de lance ou de flèche et d'autres objets tranchants.